# Otto Moll
Otto Moll (ur. 4 marca 1915 w Hohen Schönberg koło Kalkhorst w Meklemburgii, zm. 28 maja 1946 w Landsberg am Lech) – SS-Hauptscharführer, szef krematoriów w obozie Auschwitz-Birkenau, zbrodniarz nazistowski. Nazywany przez więźniów „Cyklopem”, gdyż miał sztuczne oko.

## Życiorys
Po ukończeniu zawodowej szkoły ogrodniczej wstąpił w 1933 roku do ochotniczej organizacji Arbeitsdienst w Velten. W maju 1935 roku był SS-Anwärter (kandydatem do SS) przy SS-Totenkopfstandarte „Brandenburg” w Oranienburgu na północ od Berlina i 16 listopada 1936 roku został ostatecznie przyjęty do SS. Od 1938 do 1941 roku Moll był zatrudniony w KL Sachsenhausen jako szef komanda ogrodniczego.
2 maja 1941 roku został przeniesiony do KZ Auschwitz-Birkenau. Początkowo był nadzorcą w komandach rolniczych, następnie stał na czele kompanii karnej. Gdy uruchomiono komory gazowe w Birkenau (tzw. Bunkry nr. 1 i 2) został dowódcą Sonderkommanda, które zajmowało się kremacją ciał ofiar w specjalnych dołach, położonych niedaleko komór gazowych. Wszędzie wyróżniał się szczególnym sadyzmem wobec więźniów. 20 kwietnia 1943 roku został odznaczony Krzyżem Zasługi Wojennej I Klasy z mieczami. Od września 1943 do maja 1944 roku Moll był kierownikiem podobozów Auschwitz, kolejno: Fürstengrube i Gleiwitz I.
W maju 1944 roku powrócił do głównego obozu Birkenau, gdzie został mianowany przez Rudolfa Hössa kierownikiem wszystkich krematoriów. W okresie tym miała miejsce zagłada Żydów węgierskich. Zadaniem Molla był nadzór nad wprowadzaniem ofiar do komór gazowych, a następnie kremacja zwłok zarówno w krematoriach, jak i w specjalnie przygotowanych dołach. Gdy ofiar było zbyt mało by uruchomić krematoria, Moll i inni esesmani (zwłaszcza Erich Muhsfeldt) strzelali Żydom w plecy i następnie wrzucali ich (często jeszcze żywych) do płonących dołów. Moll kierował też pracą żydowskiego Sonderkommanda, zmuszonego do pracy w krematoriach. Był autorem planu przewidującego zbombardowanie krematoriów Brzezinki z powietrza i zrzucenia za to winy na aliantów. Dzięki działalności polskiego podziemia plan ten nie doszedł do skutku.
Po zakończeniu akcji eksterminacji węgierskich Żydów, Moll powrócił na stanowisko kierownika podobozu Gleiwitz I. W styczniu 1945 roku nadzorował ewakuację (marsz śmierci) więźniów tego obozu na zachód. Przez wielu byłych więźniów Auschwitz-Birkenau Moll opisywany był jako najgorszy z esesmanów w całym obozie. Często wrzucał żywcem do płonących dołów nagie kobiety i dzieci. Gdy znalazł przy jednym z członków żydowskiego Sonderkommanda biżuterię, oblał go benzyną i podpalił. Moll był bardzo często pijany, wówczas zabijał więźniów bez powodu. Był znany jako świetny strzelec i, gdy uważał, że więźniowie z Sonderkommanda nie pracują należycie, przestrzeliwał im ręce ze znacznych odległości. Gdy doszło do ucieczki z podobozu Fürstengrube, Moll zwołał apel, wybrał kilku więźniów i zastrzelił ich bez żadnego śledztwa.
W lutym 1945 roku Molla przydzielono jeszcze do służby w Kaufering I, podobozie KL Dachau. I tu okrutnie znęcał się nad podległymi mu więźniami. W maju 1945 roku został schwytany i osądzony przez amerykański Trybunał Wojskowy w pierwszym procesie załogi Dachau. 13 grudnia 1945 roku został skazany na karę śmierci. Wyrok wykonano przez powieszenie pod koniec maja 1946 roku w War Criminal Prison No. 1 w Landsbergu.